# Edward M. Daly

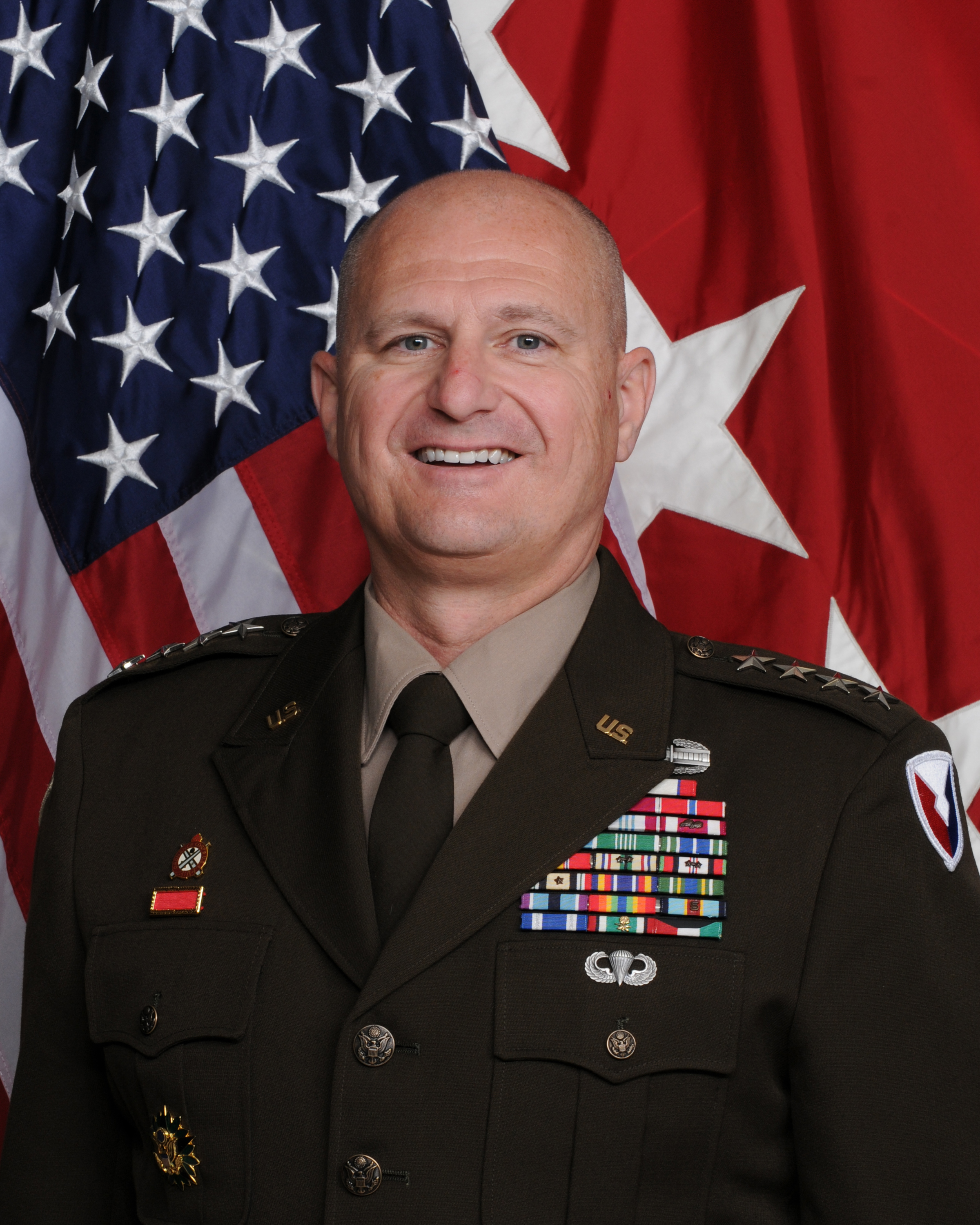
Edward M. Daly (2020)

Edward Michael Daly (* 16. August 1965 in Jersey City, Hudson County, New Jersey) ist ein pensionierter Viersterne-General der United States Army.
Edward Daly besuchte die öffentlichen Schulen seiner Heimat. Im Jahr 1983 absolvierte er die St. Peter's Preparatory School. In den Jahren 1983 bis 1987 durchlief er die United States Military Academy in West Point. Nach seiner Graduation wurde er als Leutnant dem Ordnance Corps zugeteilt. In der Armee durchlief er anschließend alle Offiziersränge bis zum Viersterne-General.
Während seiner Militärzeit absolvierte Daly verschiedene Kurse, Studiengänge und Schulungen. Dazu gehörten unter anderem die Gonzaga University und das United States Army War College. Zu Beginn seiner Laufbahn war er an verschiedenen Standorten in den Vereinigten Staaten, in Europa und Südkorea stationiert. Er nahm am Zweiten Golfkrieg, am Irakkrieg und am Beginn des Kriegs in Afghanistan teil. Zwischenzeitlich unterrichtete er das Fach Militärwissenschaft an der Gonzaga University.
Zu den Einheiten, die Daly im Lauf seiner Militärzeit kommandierte, gehörte das 702nd Maintenance Support Battalion, das der 2. Infanteriedivision unterstand und in Südkorea stationiert war. Außerdem kommandierte er die zur 4. Infanteriedivision gehörende 43rd Sustainment Brigade. Darüber hinaus bekleidete er verschiedene Stellen als Generalstabsoffizier in verschiedenen militärischen Hauptquartieren unter anderem bei der NATO und im Pentagon.
Ab 2012 kommandierte Edward Daly größere Militärverbände. Zunächst hatte er bis 2013 das Kommando über das Ordnance Corps. In den Jahren 2016 und 2017 befehligte er das United States Army Sustainment Command. Anschließend wurde er stellvertretender Kommandeur des United States Army Materiel Command (AMC). Dabei war er Stellvertreter von General Gustave F. Perna. Am 2. Juli 2020 wurde Daly Pernals Nachfolger als Kommandeur des AMC. Dieses Amt bekleidete er bis zum 16. März 2023. Anschließend ging er in Pension.

## Orden und Auszeichnungen
Edward Daly erhielt im Lauf seiner militärischen Laufbahn unter anderem folgende Auszeichnungen:
- Army Distinguished Service Medal
- Legion of Merit
- Bronze Star Medal
- Defense Meritorious Service Medal
- Meritorious Service Medal
- Joint Service Commendation Medal
- Army Commendation Medal
- Army Achievement Medal
- Meritorious Unit Commendation
- National Defense Service Medal
- Southwest Asia Service Medal
- Meritorious Unit Commendation
- Afghanistan Campaign Medal
- Iraq Campaign Medal
- Global War on Terrorism Service Medal
- Korea Defense Service Medal
- Humanitarian Service Medal
- Army Service Ribbon
- Army Overseas Service Ribbon
- NATO-Medaille
- Kuwait Liberation Medal (Saudi-Arabien)
- Kuwait Liberation Medal (Kuwait)